# اومر بوژاندر
اومر بوژاندر (فرانسوی: Omer Beaugendre‎; ۹ سپتامبر ۱۸۸۳ – ۲۰ آوریل ۱۹۵۴) دوچرخه‌سوار اهل فرانسه بود.